# العباس بن حماد البغدادي
العبَّاس بن حمَّاد البغدادي هو راوي حديث من بغداد، عاش في العصر العبَّاسي. ميَّزه الخطيب البغدادي عن العباس بن حماد المدائني الذي يحمل نفس الاسم تقريبًا، وذكر أنه يروي عن أبو معاوية الضرير ويزيد بن هارون.

## روايته للحديث
- شيوخه: حدث عن:[1]
  - أبو معاوية الضرير
  - يزيد بن هارون
- تلاميذه: روى عنه:[1]
  - عمير بن مرداس الدونقي

ومن الأحاديث التي رواها:
- عن أبي معاوية، عن الأعمش، عن أبي صالح، عن أبو هريرة، قال: قال النبي رسول الله ﷺ: «ما نفعني مال قط ما نفعني مال أبي بكر».
- عن يزيد بن هارون، عن أبو مالك الأشجعي، عن ربعي بن حراش، عن حذيفة، قال: قال النبي رسول الله ﷺ: «المعروف كله صدقة، وإن آخر ما تعلق به أهل الجاهلية من كلام النبوة: إذا لم تستح فافعل ما شئت».

### فهرس المنشورات
1. 1 2 3  البغدادي (2001)، ج. 14، ص. 17.

### معلومات المنشورات كاملة
الكتب مرتبة حسب تاريخ النشر
- الخطيب البغدادي (2001)، تاريخ بغداد، تحقيق: بشار عواد معروف (ط. 1)، بيروت: دار الغرب الإسلامي، OCLC:49659164، QID:Q114815356